# Rudolf Perz
Rudolf Perz (* 31. März 1972) ist ein ehemaliger österreichischer Fußballspieler. Von 2022 bis 2023 war er Trainer des SK Treibach.

## Karriere
Der 17-jährige Rudolf Perz begann seine Karriere 1989 in der 2. Liga bei der damaligen SK Austria Klagenfurt (1999 in FC Kärnten umbenannt). Bis zum Abstieg 1991 spielte er in 34 Zweitligapartien. Nach acht Jahren wechselte der Mittelfeldspieler zum ASK Klagenfurt, nach einer Saison für eine halbe Saison zum WSG Wietersdorf, dann 1999 zum FC St. Veit und danach zum Friesacher AC. Von 2001 bis 2003 konnte Perz beim zweiten FC Kärnten kicken und 2003 ging es für zwei Jahre nach Feldkirchen. Danach spielte er noch jeweils eine Saison in Annabichl und erneut in Wietersdorf.
Perz blieb ab 2007 beim ASKÖ Köttmannsdorf. Dort wurde er 2011 im letzten Spiel seiner Spielerkarriere auch Cheftrainer. Zuvor hat er schon den SV Feldkirchen (3. Platz Regionalliga Mitte 2006/07) und den FC Kärnten II (Vizemeister Kärntner Liga 2008/09) erfolgreich trainiert. Auch in Köttmannsdorf konnte er Erfolge feiern, zum Beispiel den Aufstieg in die Kärntner Liga 2012, die dreimalige Qualifikation zum ÖFB-Cup (2015, 2019 und 2022) und den KFV-Cup-Sieg 2022.
Er wechselte 2022 zum Regionalligisten SK Treibach. Im Frühling 2023 wurde Perz sechs Runden vor Saisonschluss entlassen, da der Verein zu dieser Zeit auf dem 13. Platz stand.
Seit Oktober 2023 trainiert er den KAC 1909 in der Kärntnerliga.